# 57. вечити дерби у фудбалу
57. вечити дерби у фудбалу је фудбалска утакмица одиграна у Београду 7. септембра 1975. године, између Црвене звезде и Партизана. Утакмица се завршила резултатом 2 : 0 (0 : 0) за Црвену звезду.